# Zeytinburnu
Zeytinburnu is een Turks district in de provincie Istanboel en telt 288.743 inwoners (2007). Het district heeft een oppervlakte van 12,1 km².
De bevolkingsontwikkeling van het district is weergegeven in onderstaande tabel.

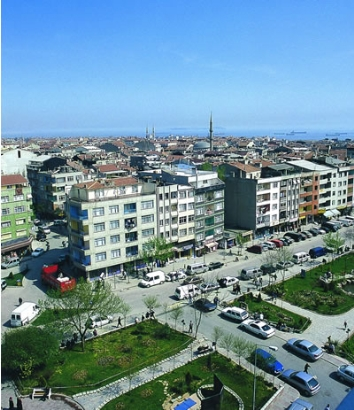
Een zicht op Zeytinburnu

| 1997    | 2000    | 2007    |
| ------- | ------- | ------- |
| 224.768 | 247.669 | 288.743 |